# 12.7x99mm NATO弾
12.7x99mm弾 (.50 Browning Machine Gun, .50BMG) は1910年代後半にジョン・ブローニングとウィンチェスター社によって開発された銃弾である。

## 概要
本銃弾は第一次世界大戦中、アメリカ陸軍の求めに応じてジョン・ブローニングが開発に着手した。実包の構成は1906年に正式採用された.30-06スプリングフィールド弾（.30口径、7.62 mm）を拡大したものとなっている。

寸法図

1921年に軍に正式に採用された本銃弾のデザインは.30-06弾に基づいている。この銃弾は誕生以来様々な派生型が開発されており、その一例としてフルメタルジャケット、曳光弾、徹甲弾、焼夷弾、サボット（装弾筒）弾が挙げられる。これらの内、機関銃に使用されるものは金属製のベルトリンクに繋がれている。
機関銃に使用して援護制圧射撃を行うほか、狙撃銃に使用して長距離狙撃を行う際にも使用される。この際に使用されるのは通常の掃射用機関銃弾とは異なる高精度弾薬であり、ボルトアクションの狙撃銃（主に対物ライフルといった類のもの）から発射される。
なお、本銃弾の正確な直径は巷間よく言われる0.50in（約12.7 mm）ではなく、正しくは0.51in（約13.0 mm）である。これが.50口径と呼ばれる理由は、その弾を発射する銃のライフリング（腔線）間の直径が0.50in（グルーブと呼ばれる腔線の谷間から測定した直径は0.50in（約12.7 mm）より少々大きい）からである。少し大きい理由は、発射される際に腔線に食い込むことで銃弾に旋回運動を与えてジャイロ効果によって直進性を高めるためと、発射ガスの圧力を十分に受けながら加速することができるようにするためである。

## 歴史

### 開発
第1次世界大戦への参戦の結果、装甲戦闘車両（戦車）や金属製外皮を持つ全金属製航空機の登場を鑑みて、より大威力の機関銃が必要だと考えたアメリカ外征軍総司令官ジョン・パーシング将軍は、当時のアメリカ軍の標準弾薬であった.30-06スプリングフィールド弾（.30口径(7.62 mm)）を上回る口径・威力の弾薬とそれを用いる火器の開発を要求した。パーシングからの要求の他にも、前線からは砲兵戦闘において大きな脅威となる敵の砲兵用観測気球を射撃できる歩兵部隊用の高精度かつ長射程・大威力の火器が求められていたこともあり、これらの要求を包括できる新弾薬（およびそれを使用する銃）の実用化が急がれた。
この要求に対し、観測気球を射撃することを目的に進められていた弾薬の研究から、まずはフランスおよびイギリスで対気球攻撃に用いられていた11×59mmR Gras弾(英語版)の導入が検討されたが、これは威力の面でパーシングの要求を満たせず、次いで.30-06スプリングフィールド弾を基に拡大化した.50口径(12.7 mm)の弾薬が開発されたが、これも要求に対して能力不十分であった。
このような状況下、ドイツの開発した世界初の対戦車ライフルであるマウザー M1918 "タンクゲヴェール"（Mauser M1918 "Tankgewehr"）とその使用弾薬である13x92mmTuF弾を鹵獲したものがもたらされ、この弾薬の性能は要求仕様を十分に満たしていたことから、これをコピーして使用するかどうかの議論があった。分析の結果、13.2 mm弾は連続撃発に適していない点、また対空・対戦車・対人と多目的に使用できる銃弾という意図から対戦車ライフル弾である13.2 mm弾とは用途が異なる点も理由に挙げられた。最終的には.30-06弾の拡大形を基本として13x92mmTuF弾を参考にしつつ独自開発したものがウィンチェスター社により.50 BMG弾として完成した。

### 運用
.50 BMG 12.7x99mm弾を用いる機関銃はブローニング自身が20世紀の始めに開発したM1917機関銃を拡大改設計して開発し、この結果誕生したのが“ブローニング・ウィンチェスター.50口径重機関銃(Browning Winchester Cal.50 Heavy Machine Gun)”で、その制式採用型であるM1921重機関銃とM1921の改良発展型であるブローニングM2重機関銃であり、とりわけM2機関銃は銃架に搭載した重機関銃や車両搭載機関銃、そして航空機搭載型のAN/M2が第二次世界大戦中P-51などの戦闘機に搭載され盛んに使用された。M2から発射される12.7x99mm弾の焼夷弾は対航空機に、徹甲弾はコンクリート製のトーチカや軽装甲車両の破壊に特に優れた威力を発揮した。
.50 BMGおよびそれを用いる火器は、1921年にアメリカ軍に採用されて以来現在に至るまで多目的な火力支援火器として現役である。現在では世界各国の軍隊で使用されている。対空用途という点では、第二次世界大戦以後、航空機が高速化するにつれ追従が難しくなっていったが、代わって対ヘリ用途に有効性が認められており、軽装甲車両や歩兵中隊の自衛用火器として機能している。対戦車用途では登場当時の薄い装甲には有効性があったが直ぐに通用しなくなった。しかし軽車両には有効であることには現代でも変わりない。対人用としては威力が高すぎるものの、長距離の弾道性が優れているため火力支援用に用いられている。貫通力の高さから障害物ごしに敵兵を殺傷するという使い方もされる。
また、現代では1 kmを超えるような超長距離射撃にも活躍している。この口径の銃を用いる狙撃銃は対物ライフルと呼ばれ、かつて対戦車ライフルと呼ばれていた銃と同カテゴリである。なお、この弾薬で狙撃された兵士の遺体は激しく損壊されるため、ハーグ陸戦条約が定める不必要な苦痛を与える兵器に該当するのではないかという意見もある。もっとも、さらに高威力の兵器は無数にあるため、現実的な批判とはみなされておらず、各国軍は配備・使用を続けている。

### フォークランド紛争での運用と狙撃運用説について
フォークランド紛争におけるフォークランド諸島奪還において、アルゼンチン軍は陣地の防衛にしばしば本銃弾を使用するブローニングM2重機関銃を用い高い効果を挙げた。いっぽうイギリス軍の地上部隊は同クラスの機関銃を配備していなかったことから、汎用機関銃で支援された偵察兵を遮蔽物に沿って一人ずつ前進、火点をあぶりだしてミラン対戦車ミサイルや手りゅう弾による攻撃、あるいは銃剣突撃による直接攻撃を敢行するという対応を余儀なくされた。
なお、この時のアルゼンチン軍の重機関銃運用を、通常の射撃ではなく「単発狙撃」であったとする記述が一部の和文文献に見受けられるが、フォークランド紛争、狙撃銃、狙撃手などに関する英文の文献やその和訳書には、「アルゼンチン軍による重機関銃を用いた単発狙撃」についての言及が見当たらない。また「フォークランド紛争での重機関銃運用の戦訓がきっかけとなって対物ライフルが開発された」とする説も、一部の和文文献のみに見受けられ、英文文献やその和訳書では言及されていない。

## 威力

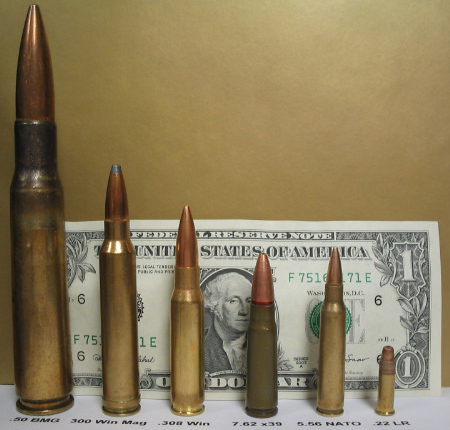
左から12.7x99mm NATO弾、.300ウィンチェスター・ショート・マグナム弾、7.62x51mm NATO弾、7.62x39mm弾、5.56x45mm NATO弾、.22ロングライフル弾

通常、銃の威力を検証する際には銃口威力（マズルエナジー）が測定される。第二次世界大戦においてアメリカ軍の歩兵装備であったM1ガーランドに使用され、現在においても広く狩猟用ライフル銃に使用されている30-06ライフル弾のマズルエナジーは2 000 - 3 000Feet･Pound（2711 - 4067 ジュール）という単位で表される。
一方、本銃弾の威力は10 000 - 13 000Feet･Pound（13 558 - 17 625 ジュール）以上とされる。ただし、これは銃弾やそれを撃ち出すライフルの種類によって大きく異なる点に注意が必要である。なお、弾道特性として弾道係数が大きいため、他の小口径や軽量弾よりも風に流されることが少ない特徴もある。

## 法的問題
威力の項にあるとおり、本銃弾は普通の狩猟ライフル銃弾の数倍の威力を持つ。そのためアメリカ合衆国では、本弾薬とそれを使用する銃は、後述の規制に関する法的な論争の渦中にある（アメリカ合衆国の連邦火器法において規制対象外の銃のうち、本弾薬を使用する銃は最も威力が高い）が、依然としてアメリカ国内ではその精度の高さと射程の長さから長距離射撃を愛好する人々の間で人気である。高精度のマッチグレード弾薬が使用された場合、1000yd（約914 m）先の標的にも有効弾を送り込める数少ない民間用弾薬の一つに数えられている。
本銃弾を使用するバレットM82がアメリカ軍などの狙撃部隊に採用されて以降、カリフォルニア州、ニューヨーク州、マサチューセッツ州、ハワイ州そしてイリノイ州を含むいくつかの州において民間人による.50口径ライフルの所持を禁止しようとする銃規制の運動が起きている。2004年にカリフォルニアで承認されたBill AB50という法案では、あらゆる作動方式の.50口径ライフルを攻撃武器として分類し、州の公安や許可を受けた販売者以外がライフルを州に持ち込んだり、他の州に持ち出したりすることを禁じた。この法案の支持者であるカリフォルニア州議会議員は「.50口径のライフルはテロ行為に最適な銃だ」と主張している。またその一方、実際にはアメリカで.50口径ライフル銃を使用した犯罪は起きていないという事実もある。例えば、通常.50口径の対物ライフルは長さが1.5 mほどかそれ以上あり、重さも種類によっては10 kg以上ある。そのため個人で隠し持って犯罪に使用することは殆ど不可能と考えられている。値段に関しても非常に高額で単発式のもので最低2000ドル、バレットM82A1にいたっては一丁8000ドルもする。
カリフォルニア州にて上記法案が審議を通過した後、M82などの.50口径ライフルを製造しているバレット・ファイアーアームズ社はその法案に抗議する意味で、カリフォルニア州の法執行機関（警察等）に対する.50口径ライフルの販売とサービスを一切停止すると発表し以下のコメントを自社のウェブサイトにて発表した。
欧米では本銃弾の規制が強まったことを受けて、その代替となる弾薬も開発された。バレット社では.416バレットという本銃弾をネックダウンさせた口径10.3mmのライフル弾を開発している。
メディアにおいてはしばしばその威力が誇張気味に伝えられる傾向にある。AP通信のあるニュースでは「.50BMGは1.6 km先の戦車装甲を貫徹する弾丸として湾岸戦争で使用された」と報道され後に修正されたことがある。また本銃弾を用いた銃でテロリストが民間機を撃墜する可能性があるという事も主張されたが、実際に地上から飛行中の航空機を撃墜することは不可能に近い。軍ではバレットM82を対物狙撃銃として利用し、航空機を破壊する任務に使用されることがあるが、この場合における航空機は駐機しているものがターゲットであり、飛行中のものではない。

## 12.7x99mm NATO弾を採用している主な火器
機関銃
- GAU-19
- ブローニングM2重機関銃
- M85機関銃
- XM312[注 2]
- XM806[注 2]
- Kord重機関銃

対物ライフル
- バレットM82
- マクミラン TAC-50
- アキュラシーインターナショナル AW50
- アーマライトAR-50
- ゲパード
- PGM ヘカートII